# Nedožery-Brezany
Nedožery-Brezany (in tedesco Untermauth-Bressenhau, in ungherese Nádasérberzseny) è un comune della Slovacchia facente parte del distretto di Prievidza, nella regione di Trenčín.
Il comune è sorto nel 1964 in seguito all'unione di due preesistenti municipalità Nedožery e Brezany. Menzionato per la prima volta in un documento storico nel 1429 appartenne alla Signoria di Bojnice, ai conti Divéki/Diviacký e Matyás Csáky. Successivamente passò ai nobili Thurzo e ai Pálffy. Soffrì le devastazioni delle guerre hussite e dei Turchi.